# Rab Edit
Rab Edit (Csabrendek, 1930. május 30. – 2015. október 9.) magyar színésznő, előadóművész.

## Életpályája
1959-től előadóművészként kezdte pályáját. 1971-től 1989-ig az Irodalmi Színpad, illetve a Radnóti Miklós Színpad tagja volt. Nemcsak színésznőként vett részt a színház életében, hanem irodalmi összeállításokban előadóként is fellépett, valamint szerkesztő és rendezőasszisztens is volt. Önálló esteken és iskolákban rendhagyó irodalomórák előadójaként is szerepelt.

## Színházi szerepeiből
- Jaan Kross: Mint a villámcsapás... Jäsche asszony
- Miroslav Stehlik: A bizalom vonala... Telefonos kisasszony
- Molnár Ferenc: Úri divat... Szerény hölgy
- Görgey Gábor: Ünnepi ügyelet... Tóthné
- Jaan Kross: Mint a villámcsapás... Jäsche asszony
- Bächer Iván: Oszkár... Ilonka néni
- Gosztonyi János: K-R-Ú-D-Y, avagy békeidők szép emléke... Julka
- Fedor Ágnes: A királynő számlái... szereplő
- Valentyin Azernyikov: Minden megoldás érdekel... szereplő
- Nagy Lajos: Budapest Nagykávéház... szereplő

## Irodalmi estek
- A szovjet irodalom élő melléklete
- Simon István-est
- Somhegyi György: Mindennapok titka
- Gereblyés László-est
- Devecseri Gábor: A meztelen istennő
- Gelléri Ágnes: Bizakodva